# Administrativní dělení Izraele

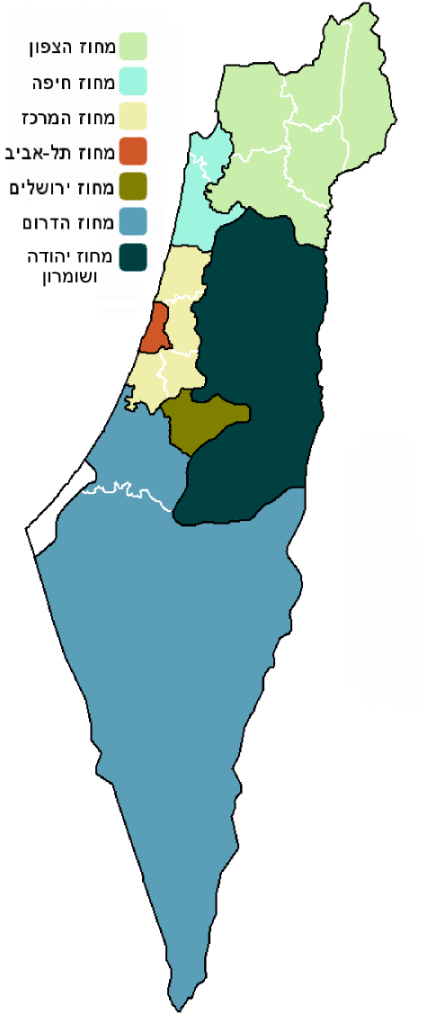
Mapa izraelských distriktů:

Distrikt (hebrejsky מחוז‎, Machoz) je v Izraeli hlavní administrativní jednotkou. Země se dělí do šesti hlavních distriktů, které se dále dělí do patnácti subdistriktů (hebrejsky נפות‎, nafot, sg. nafa). Každý ze subdistriktů se dále dělí do tzv. „přírodních oblastí,“ kterých je padesát.
Data uvedená v tomto článku jsou získána ze statistik Izraelského centrálního statistického úřadu a pokud není uvedeno jinak, vztahují se k 31. prosinci 2012. Vzhledem k uvedenému zdroji data zahrnují všechna místa pod izraelskou civilní správou, včetně těch území, jež jsou považována za okupovaná. Z toho důvodu je v údajích zahrnut i subdistrikt Golan a jeho čtyři přirozené oblasti, přestože jej Organizace spojených národů a většina jejích členů neuznává jako součást izraelského území. Obdobně jsou údaje o populaci za Jeruzalémský distrikt tvořeny i počtem obyvatel východního Jeruzaléma, jehož anexe ze strany Izraele je předmětem sporů. Oblast Judeje a Samaří do výčtu distriktů a subdistriktů zahrnuta není, neboť na tomto území není aplikována izraelská civilní, ale vojenská správa.
Strukturu izraelských distriktů kopíruje i izraelský soudní systém. V zemi existuje šest distriktních soudů, které slouží jako odvolací soudy a v některých případech jako soudy první instance.

## Souhrnné statistiky
Pořadí distriktů v tabulce je určeno abecedně.
| pořadí | název        | hlavní město | rozloha (km2) | počet obyvatel | hustota zalidnění (ob./km2) | počet subdistriktů | počet měst | počet místních rad | počet oblastních rad |
| ------ | ------------ | ------------ | ------------- | -------------- | --------------------------- | ------------------ | ---------- | ------------------ | -------------------- |
| 1.     | Centrální    | Ramla        | 1293          | 1 931 000      | 1492,1                      | 4                  | 20         | 20                 | 12                   |
| 2.     | Haifský      | Haifa        | 864           | 939 000        | 1084,9                      | 2                  | 12         | 12                 | 4                    |
| 3.     | Jeruzalémský | Jeruzalém    | 652           | 987 400        | 1512,2                      | 1                  | 2          | 3                  | 1                    |
| 4.     | Jižní        | Beer Ševa    | 12 000        | 1 146 600      | 80,8                        | 2                  | 12         | 11                 | 15                   |
| 5.     | Severní      | Nazaret      | 4470          | 1 320 800      | 295,2                       | 5                  | 17         | 59                 | 15                   |
| 6.     | Telavivský   | Tel Aviv     | 176           | 1 318 300      | 7657,5                      | 1                  | 10         | 2                  | 0                    |

## Distrikty

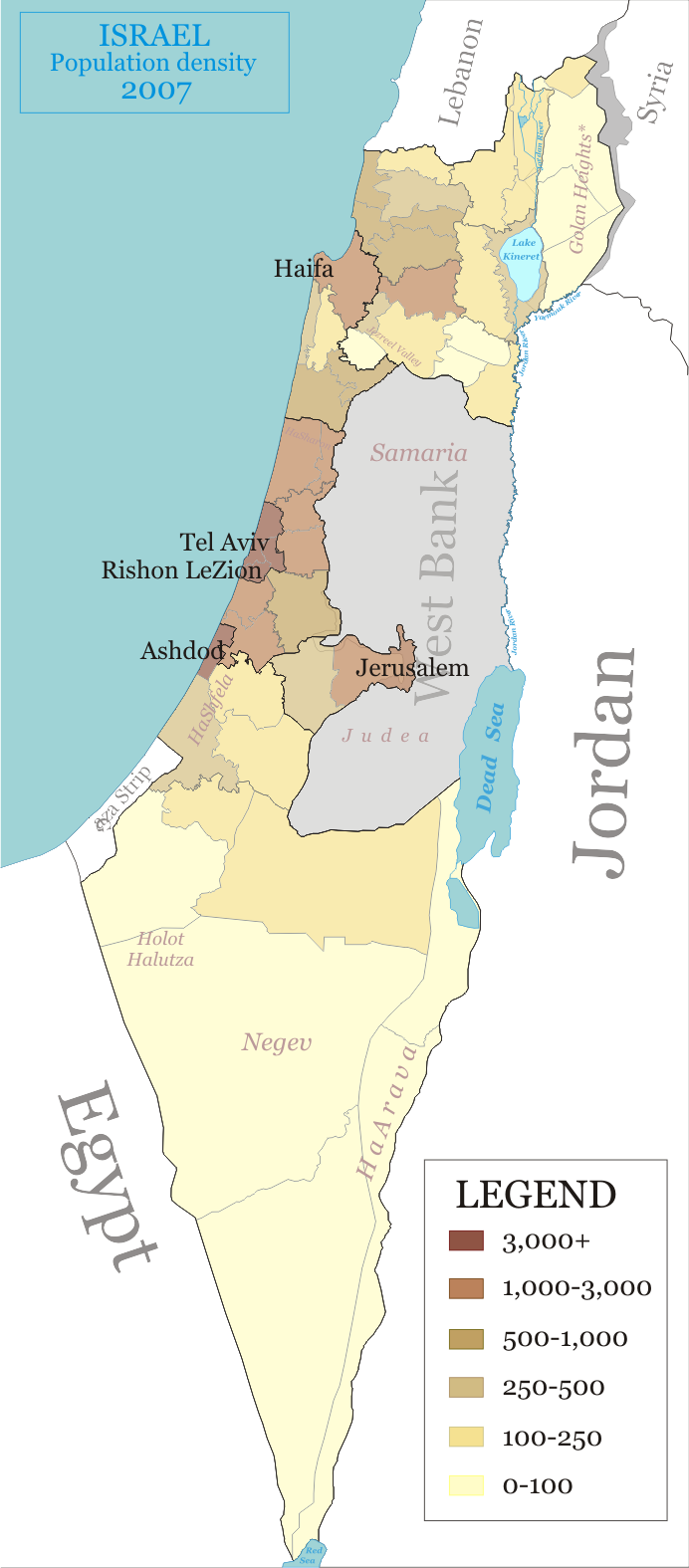
Hustota zalidnění podle distriktů a subdistriktů.

### Centrální distrikt
Centrální distrikt (hebrejsky מחוז המרכז‎, mechoz ha-Merkaz) je počtem obyvatel největší izraelský distrikt. Rozkládá se na celkové ploše 1293 km². Jeho hlavním městem je Ramla, počet obyvatel 1 931 000 a hustota zalidnění 1492,1 obyvatel/km². Na území distriktu se nachází 20 měst, 20 místních rad a 12 oblastních rad. Částečně do něj zasahuje telavivská metropolitní oblast Guš Dan. Dělí se do následujících subdistriktů:
| subdistrikt  | hlavní město subdistriktu | počet obyvatel | hustota zalidnění (ob./km²) | počet měst | počet místních rad | počet oblastních rad |
| ------------ | ------------------------- | -------------- | --------------------------- | ---------- | ------------------ | -------------------- |
| Petach Tikva | Petach Tikva              | 654 200        | 2310,3                      | 9          | 6                  | 2                    |
| Ramla        | Ramla                     | 312 300        | 922,5                       | 4          | 3                  | 2                    |
| Rechovot     | Rechovot                  | 539 500        | 1665,5                      | 4          | 5                  | 5                    |
| Šaron        | Netanja                   | 425 000        | 1219,5                      | 4          | 6                  | 3                    |

### Haifský distrikt
Haifský distrikt (hebrejsky מחוז חיפה‎, mechoz Chejfa) je počtem obyvatel nejmenší izraelský distrikt. Rozkládá se na celkové ploše 864 km². Jeho hlavním městem je Haifa, počet obyvatel 939 000 a hustota zalidnění 1084,9 obyvatel/km². Na území distriktu se nachází 12 měst, 12 místních rad, 4 oblastní rady a konurbace Krajot. Dělí se do následujících subdistriktů:
| subdistrikt | hlavní město subdistriktu | počet obyvatel | hustota zalidnění (ob./km²) | počet měst | počet místních rad | počet oblastních rad |
| ----------- | ------------------------- | -------------- | --------------------------- | ---------- | ------------------ | -------------------- |
| Haifa       | Haifa                     | 549 300        | 1868,8                      | 8          | 2                  | 2                    |
| Chadera     | Chadera                   | 389 700        | 681,7                       | 4          | 10                 | 2                    |

### Jeruzalémský distrikt
Jeruzalémský distrikt (hebrejsky מחוז ירושלים‎, mechoz Jerušalajim) je jeden ze dvou distriktů, který se nedělí do subdistriktů. Rozkládá se na celkové ploše 652 km². Jeho hlavním městem je Jeruzalém, počet obyvatel 987 400 a hustota zalidnění 1512,2 obyvatel/km². Na jeho území se nachází 2 města, 3 místní rady a 1 oblastní rada.

### Jižní distrikt
Jižní distrikt (hebrejsky מחוז הדרום‎, mechoz ha-Darom) je rozlohou největším izraelským distriktem, rozkládající se na ploše 12 000 km². Zároveň je distriktem s nejmenší hustotou zalidnění. Jeho hlavním městem je Beerševa, počet obyvatel 1 146 600 a hustota zalidnění 80,8 obyvatel/km². Na jeho území se nachází 12 měst, 11 místních rad a 15 oblastních rad. Dělí se do následujících subdistriktů:
| subdistrikt | hlavní město subdistriktu | počet obyvatel | hustota zalidnění (ob./km²) | počet měst | počet místních rad | počet oblastních rad |
| ----------- | ------------------------- | -------------- | --------------------------- | ---------- | ------------------ | -------------------- |
| Aškelon     | Aškelon                   | 496 000        | 391,7                       | 5          | 0                  | 8                    |
| Beerševa    | Beerševa                  | 650 600        | 50,4                        | 7          | 11                 | 7                    |

### Severní distrikt
Severní distrikt (hebrejsky מחוז הצפון‎, mechoz ha-Cafon) je rozlohou a počtem obyvatel druhý největší izraelský distrikt. Rozkládá se na celkové ploše 4470 km². Jeho hlavním městem je Nazaret, počet obyvatel 1 320 800 a hustota zalidnění 295,2 obyvatel/km². Na jeho území se nachází 17 měst, 59 místních rad a 15 oblastních rad. Dělí se do následujících subdistriktů:
| subdistrikt | hlavní město subdistriktu | počet obyvatel | hustota zalidnění (ob./km²) | počet měst | počet místních rad | počet oblastních rad |
| ----------- | ------------------------- | -------------- | --------------------------- | ---------- | ------------------ | -------------------- |
| Akko        | Akko                      | 591 000        | 637,1                       | 8          | 25                 | 4                    |
| Golan       | Kacrin                    | 44 100         | 38,2                        | 0          | 6                  | 1                    |
| Jizre'el    | Afula                     | 467 700        | 391,9                       | 5          | 16                 | 5                    |
| Kineret     | Tiberias                  | 107 000        | 202,3                       | 1          | 6                  | 3                    |
| Safed       | Safed                     | 111 000        | 165,8                       | 2          | 6                  | 2                    |

### Telavivský distrikt
Telavivský distrikt (hebrejsky מחוז תל אביב‎, mechoz Tel Aviv) je izraelským distriktem s největší hustotou zalidnění. Zároveň je jeden ze dvou distriktů, který se nedělí do subdistriktů. Rozkládá se na celkové ploše 176 km². Jeho hlavním městem je Tel Aviv, počet obyvatel 1 318 300 a hustota zalidnění 7657,5 obyvatel/km². Na jeho území se nachází 10 měst a 2 místní rady a metropolitní oblast Guš Dan.